# Mesoleptus agilis
Mesoleptus agilis là một loài tò vò trong họ Ichneumonidae.